# Bejt Nechemja
Bejt Nechemja nebo Bejt Nechemija (hebrejsky בֵּית נְחֶמְיָה, doslova „Nechemijův dům“, v oficiálním přepisu do angličtiny Bet Nehemya, přepisováno též Beit Nehemia) je vesnice typu mošav v Izraeli, v Centrálním distriktu, v Oblastní radě Chevel Modi'in.

## Geografie
Leží v nadmořské výšce 79 metrů v hustě osídlené a zemědělsky intenzivně využívané pobřežní nížině, nedaleko od úpatí kopcovitých oblasti v předhůří Judeje a Samařska. Jižně od vesnice vstupuje do pobřežní nížiny tok Nachal Natuf.
Obec se nachází 20 kilometrů od břehu Středozemního moře, cca 20 kilometrů jihovýchodně od centra Tel Avivu, cca 35 kilometrů severozápadně od historického jádra Jeruzalému a 6 kilometrů severovýchodně od města Lod. Leží v silně urbanizovaném území, na jihovýchodním okraji aglomerace Tel Avivu. 6 kilometrů severozápadním směrem od mošavu se rozkládá Ben Gurionovo mezinárodní letiště. Bejt Nechemja obývají Židé, přičemž osídlení v tomto regionu je etnicky převážně židovské. Pouze ve městech Lod a Ramla ležících jihozápadně odtud je cca dvacetiprocentní menšina Arabů.
Bejt Nechemja je na dopravní síť napojen pomocí místní silnice číslo 444. Po východním okraji vesnice probíhá dálnice číslo 6 (takzvaná Transizraelská dálnice).

## Dějiny
Bejt Nechemja byl založen v roce 1950. Zakladateli mošavu byla skupina Židů z Íránu napojených na náboženskou sionistickou organizaci ha-Po'el ha-Mizrachi. Podle jiného zdroje se na vzniku osady podíleli členové mládežnického hnutí ha-No'ar ha-cijoni.
Poblíž dnešního mošavu se do roku 1948 rozkládala arabská vesnice Bajt Nabala. Ta se nacházela na svazích cca 1 kilometr severovýchodně od dnešního mošavu. V roce 1931 v této arabské vesnici žilo 1758 lidí. Stála tu základní chlapecká škola založená roku 1921 a mešita. V roce 1948 ji během války za nezávislost v rámci Operace Danny dobyla izraelská armáda a arabské osídlení tu skončilo. Zástavba vesnice Bajt Nabala pak byla v září 1948 zcela zbořena, s výjimkou objektu školy.
Mošav Bejt Nechemja se zpočátku nazýval Bejt Nabala Bet (בית - נבאלא ב). Pro polohu v hraničním území mezi Izraelem a Západním břehem Jordánu byl do roku 1967 terčem opakovaných útoků.
Správní území vesnice dosahuje cca 2000 dunamů (2 kilometry čtvereční). V prostoru obce byly nalezeny pozůstatky hrobů z byzantského období.

## Demografie
Podle údajů z roku 2014 tvořili naprostou většinu obyvatel v Bejt Nechemja Židé (včetně statistické kategorie "ostatní", která zahrnuje nearabské obyvatele židovského původu ale bez formální příslušnosti k židovskému náboženství).
Jde o menší obec vesnického typu s dlouhodobě rostoucí populací. K 31. prosinci 2014 zde žilo 890 lidí. Během roku 2014 populace klesla o 1,0 %.
| Rok            | 1961 | 1972 | 1983 | 1995 | 2001 | 2003 | 2004 | 2005 | 2006 | 2007 | 2008 | 2009 | 2010 | 2011 | 2012 | 2013 | 2014 |
| -------------- | ---- | ---- | ---- | ---- | ---- | ---- | ---- | ---- | ---- | ---- | ---- | ---- | ---- | ---- | ---- | ---- | ---- |
| Počet obyvatel | 268  | 262  | 358  | 502  | 595  | 642  | 689  | 712  | 730  | 772  | 800  | 819  | 854  | 860  | 888  | 899  | 890  |